# LPGA Tour 2003
Navigation
Édition précédente Édition suivante
Le LPGA Tour 2003 est la cinquantième-quatrième édition du Ladies Professional Golf Association Tour (LPGA), circuit professionnel féminin de golf, qui se déroule du 16 mars 2003 au 23 novembre 2003. Axée sur les États-Unis, la LPGA prend en compte également des tournois qui se déroulent hors des frontières américaines, ainsi cette saison voit des tournois programmés en France, au Canada, en Angleterre, en Corée du Sud et au Japon. Cette cinquantième-quatrième édition de ce circuit permet de proposer un certain nombre de tournois professionnels destinés aux femmes en dehors des compétitions amateurs. La volonté de la professionnalisation des golfeuses leur permet désormais de gagner de l'argent en jouant au golf.
Cette saison comporte trente-et-un tournois, soit un de moins qu'en 2002, auxquels sont insérées des dotations financières en fonction du résultat de la golfeuse. Quatre de ces tournois sont considérés comme « tournoi majeur » - le Championnat Kraft Nabisco, le Championnat de la LPGA, l'Open américain et l'Open britannique - et sont considérés comme les plus prestigieux et difficiles à remporter.
La Suédoise Annika Sörenstam est désignée « Joueuse de l'année de la LPGA » (« Player of the Year ») pour la sixième fois de sa carrière et remporte le classement des gains avec un montant de 2 029 506 $ de gains en gagnant onze victoires dont deux tournois majeurs : le Championnat de la LPGA et l'Open britannique. Les deux autres tournois majeurs sont remportés par la Française Patricia Meunier-Lebouc (Championnat Kraft Nabisco) et Hilary Lunke (Open américain). Enfin, le « Trophée Vare » récompensant la golfeuse ayant la moyenne de score la plus basse de la saison est également remporté par la Sud-Coréenne Se Ri Pak pour la première fois.

## Histoire
Pour l'organisation de cette cinquantième-quatrième édition, la majorité des tournois se disputent aux États-Unis mais quatre tournois sont programmés hors des États-Unis. Comme la saison précédente, la LPGA décide d'organiser des tournois hors des frontières des États-Unis avec la tenue de tournois programmés en France, au Canada, en Angleterre, en Corée du Sud et au Japon. La majorité des joueuses sont des golfeuses principalement américaines professionnelles et amateures mais la LPGA intègre quelques années des golfeuses étrangères. Le calendrier fait débuter la saison par le Championnat Welch's/Fry's remporté par Wendy Doolan. Au cours de cette saison, les non-américaines sont aussi nombreuses que les Américaines à remporter les tournois depuis la création de la LPGA.
La Suédoise Annika Sörenstam est désignée « Joueuse de l'année de la LPGA » (« Player of the Year ») pour la sixième fois de sa carrière et remporte le classement des gains avec un montant de 2 029 506 $ de gains en gagnant onze victoires dont deux tournois majeurs : le Championnat de la LPGA et l'Open britannique. Les deux autres tournois majeurs sont remportés par la Française Patricia Meunier-Lebouc (Championnat Kraft Nabisco) et Hilary Lunke (Open américain).

## Participantes à la saison LPGA 2003
Les participantes ont deux statuts. Certaines sont devenues professionnelles mais de nombreuses amateures prennent également part aux tournois sans toutefois pouvoir recevoir le montant des gains en raison de leur statut.
| Participantes    | Participantes           | Participantes    | Participantes    | Participantes         |
| Professionnelles | Professionnelles        | Professionnelles | Professionnelles | Professionnelles      |
| ---------------- | ----------------------- | ---------------- | ---------------- | --------------------- |
| Shi-hyun Ahn     | Helen Alfredsson        | Marisa Baena     | Heather Bowie    | Beth Daniel           |
| Laura Davies     | Dorothy Delasin         | Laura Diaz       | Wendy Doolan     | Vicki Goetze-Ackerman |
| Kate Golden      | Tammie Green            | Sophie Gustafson | Hee-won Han      | Maria Hjorth          |
| Jamie Hullett    | Pat Hurst               | Juli Inkster     | Jeong Jang       | Rosie Jones           |
| Lorie Kane       | Soo-Yun Kang            | Cristie Kerr     | Young Kim        | Betsy King            |
| Candie Kung      | Mhairi McKay            | Jung Yeon Lee    | Hilary Lunke     | Meg Mallon            |
| Catriona Matthew | Patricia Meunier-Lebouc | Joanne Mills     | Becky Morgan     | Lorena Ochoa          |
| Se Ri Pak        | Gloria Park             | Grace Park       | Suzann Pettersen | Kelly Robbins         |
| Jennifer Rosales | Aree Song               | Annika Sörenstam | Angela Stanford  | Rachel Teske          |
| Wendy Ward       | Shani Waugh             | Karrie Webb      | Young-A Yang     |                       |
| Amateures        |                         |                  |                  |                       |
| Aree Song        | Michelle Wie            |                  |                  |                       |

## Classements saison 2003

### Tableau des gains («Money list»)
Le tableau ci-dessous est le classement des golfeuses par gains obtenus sur cette saison 2003. Le classement par gains est remporté par la Suédoise Annika Sörenstam avec 2 029 506 $ remportés.
| Cla. | Golfeuses               | Gains       | Victoires |
| ---- | ----------------------- | ----------- | --------- |
| 1    | Annika Sörenstam        | 2 029 506 $ |           |
| 2    | Se Ri Pak               | 1 611 928 $ |           |
| 3    | Grace Park              | 1 417 702 $ |           |
| 4    | Hee-Won Han             | 1 111 860 $ |           |
| 5    | Juli Inkster            | 1 028 205 $ |           |
| 6    | Candie Kung             | 938 079 $   |           |
| 7    | Rachel Teske            | 924 667 $   |           |
| 8    | Beth Daniel             | 917 654 $   |           |
| 9    | Lorena Ochoa            | 823 740 $   |           |
| 10   | Rosie Jones             | 808 785 $   |           |
| 11   | Karrie Webb             | 780 239 $   |           |
| 12   | Meg Mallon              | 775 780 $   |           |
| 13   | Cristie Kerr            | 696 097 $   |           |
| 14   | Patricia Meunier-Lebouc | 688 072 $   |           |
| 15   | Lorie Kane              | 682 752 $   |           |

### Trophée Vare («Vare Trophy»)
Le tableau ci-dessous est le classement des golfeuses par scores les plus bas sur cette saison 2003.
| Cla. | Golfeuses | Moyenne |
| ---- | --------- | ------- |
| 1    | Se Ri Pak |         |